# Barragem do Calueque
A Barragem do Calueque, por vezes referida como Açude do Calueque, é um barragem construída no leito do rio Cunene, destinada à regularização fluvial e à captação de água para regadio e abastecimento público. A estrutura situa-se nas imediações de Calueque, no município de Ombadija, província do Cunene, a 192 km a noroeste de Ondijiva. Está a poucos quilômetros da fronteira Angola-Namíbia.
Foi construída entre 1972 e 1974; foi reabilitada e ampliada na década de 2010 após ter sido danificada na Guerra Civil Angolana.

## Descrição
A construção do açude da Barragem do Calueque iniciou-se em 1972, estando 70% das obras previstas concluídas quando foram abandonadas devido à proclamação da independência de Angola e à guerra civil que se lhe seguiu e que culminou com a invasão do exército sul-africano durante a luta de ocupação do território namibiano. Em 27 de Junho de 1988 as comportas e parte da estrutura do açude foram severamente danificadas devido a um ataque militar perpetrado no contexto da Guerra Civil Angolana.
A Barragem do Calueque é um açude em betão, complementado por um dique em terra, situado na parte mais a jusante do Cunene Médio, a cerca de 540 km a jusante da Central Hidroelétrica do Gove e 40 km a montante da Central Hidroelétrica do Ruacaná. O projecto previa a constituição de uma albufeira com uma capacidade de 475 milhões de m3 e de uma rede de canais e adutoras capaz de regar cerca de 100 000 ha de terrenos agrícolas.
A barragem tem como objectivos: (1) promover a regularização fluvial do Cunene, permitindo a optimização da produção da central hidroeléctrica associada à Central Hidroelétrica do Ruacaná; (2) armazenar água para transferência para o norte da República da Namíbia, onde alimente um vasto esquema de irrigação e abastecimento para consumo humano e abeberamento de animais denominado Calueque-Oshakati Water Scheme, centrado na Barragem de Olushandja; e (3) armazenar água para uso doméstico e desenvolvimento local, incluindo a criação de um perímetro de rega que se prevê possa abranger 90 000 ha de terrenos agrícolas em território angolano.
O funcionamento do Calueque-Oshakati Water Scheme (Sistema de Abastecimento de Água de Calueque-Oshakati), que tem como principal reservatório a albufeira da Barragem de Olushandja, assenta num conjunto de acordos sobre a partilha das águas do Rio Cunene cuja génese data do período colonial. O actual acordo entre a República Popular de Angola e a República da Namíbia permite uma captação máxima de 6 m3/s para uso na região da Ovambolândia, no norte da Namíbia. A rede de canais e adutoras tem cerca de 300 km e abastece de água a cidade de Oshakati, na Ovambolândia, localizada cerca de 140 km a sueste.
Dado que a obra inicialmente projectada não chegou a ser concluída e que parte da estrutura foi destruída durante a guerra civil, a barragem está apenas parcialmente funcional, armazenando um volume muito menor do que o inicialmente previsto, razão pela qual está em curso uma empreitada de reparação e ampliação.
A empreitada de ampliação vai apetrechar a barragem com duas centrais hídricas, um novo canal e 21 pivôs de irrigação. A vertente de hidráulica agrícola vai permitir a regularização do caudal do Rio Cunene e a irrigação agrícola na zona fronteiriça com a República da Namíbia, numa área que se estima atinja 90 mil hectares de campos agrícolas. Está planeada a extensão das suas funções com a construção de dois geradores hidroeléctricos. A República da Namíbia vai continuar a receber água através da barragem.

## Calueque durante a Guerra Civil Angolana
No período conturbado que se seguiu à independência de Angola, a existência da barragem e a importância da sua água para parte importante da população do norte da Namíbia, território ao tempo designado por Sudoeste Africano e sob administração da República da África do Sul, conferiu à área considerável importância estratégica, em particular para os sul-africanos. A protecção da barragem e do pessoal técnico que nela trabalhava, e se sentia ameaçado por guerrilheiros das várias facções angolanas, serviu de pretexto para que em 1975, antes da proclamação da independência de Angola, a Àfrica do Sul estacionasse uma força militar nas proximidades da barragem, efectivamente ocupando militarmente a região em torno de Calueque. Pouco depois da chegada das primeiras tropas, e no contexto mais vasto da Guerra Fria e do apoio ocidental às forças que se opunham ao MPLA, foi desencadeada a Operação Savana, com a invasão do sul de Angola e a intervenção militar sul-africana directa no conflito angolano.
Durante toda a fase inicial da Guerra Civil Angolana a região de Calueque permaneceu ocupada por forças sul-africanas, numa ocupação contínua que apenas foi contestada em 1988. Naquele ano, durante a Batalha de Cuito Cuanavale, forças angolanas, apoiadas por militares cubanos, abriram uma segunda frente contra as tropas sul-africanas e da UNITA no sudoeste de Angola e lançaram uma ofensiva terrestre massiva na direcção de Calueque. A área a norte da baragem foi cenário de combates sangrentos, numa luta que provaria ser um ponto de viragem no conflito.
A 27 de Junho daquele ano de 1988, as forças sul-africanas retiraram através da barragem em direcção à fronteira do Sudoeste Africano e nesse mesmo dia 4 aviões Mig 23 cubanos atacaram a barragem. O primeiro grupo de aviões bombardeou a ponte e as comportas, matando um soldado. Outro grupo de aviões bombardeou a estação elevatória e a central eléctrica que a alimentava, enquanto numa terceira passagem foi destruída a adutora que liga a barragem à Ovambolândia. Uma das últimas bombas atingiu o local onde se encontravam onze soldados sul-africanos, que tinham abandonado a sua viatura blindada Buffel para observar os eventos, provocando-lhes a morte. A barragem e as adutoras ficaram severamente danificadas, tornando-as inoperativas. Os estragos feitos ainda não foram totalmente reparados.